# Гладенька акула смугаста
Гладенька акула смугаста (Mustelus fasciatus) — акула з роду Гладенька акула родини Куницеві акули. Інша назва «смугаста куницева акула».

## Опис
Загальна довжина досягає 1,58 метри, в середньому становить 1 метр або трохи більше. Самиці дещо більше за самців. Голова вузька, сплощена. Очі відносно великі, овальні, з мигальною перетинкою. За ними розташовані маленькі бризкальця. Ніздрі мають носові клапани. Рот неширокий, дугоподібний. Зуби дрібні, з притупленими верхівками. Розташовані у декілька рядків. У неї 5 пар зябрових щілин. Тулуб подовжений, звужений у хвостовій частині. Грудні плавці великі та широкі. Має 2 широких спинних плавця, з яких передній майже у 2 рази більше за задній. Передній спинний плавець розташовано відразу за грудними плавцями. Черевні плавці невеликі, більше за анальний. Задній спинний плавець розташований навпроти анального плавця й більше останнього. Хвостовий плавець вузький, гетероцеркальний.
Забарвлення сіро-коричневе. На спині та боках є великі темні смуги, що облямовані світлими смужками (вони більш контрастні у молодих особин). Під очима присутні жовті плямочки. Задній краї плавців мають білу крайку.

## Спосіб життя
Тримається на глибинах до 250 м, зазвичай до 50 м, на континентальному шельфі. Живиться ракоподібними, молюсками, дрібною костистою рибою. Природними ворогами є великі акули та скати, а також паразити.
Це яйцеживородна акула. Народжені акуленята завдовжки 40 см.

## Розповсюдження
Мешкає в Атлантичному океані: від південного узбережжя Бразилії до північної Аргентини. Внаслідок інтенсивного риболовного промислу в ареалі проживання цієї акули, вона знаходиться під загрозою зникнення.